# Hennetalsperre
Die Hennetalsperre ist eine Talsperre in Nordrhein-Westfalen. Sie liegt in einem linken Nebental der Ruhr am Nordrand des Naturparks Sauerland-Rothaargebirge. Einen Kilometer südlich der Kreisstadt Meschede im Hochsauerlandkreis staut ein Damm seit 1955 das Wasser der Henne und des Horbachs zum Hennesee. Betreiber und Eigentümer der auch nur Henne genannten Talsperre ist der Ruhrverband mit Sitz in Essen, der insgesamt acht Talsperren im Sauerland betreibt und damit im Wesentlichen die Erhöhung der Niedrigwasserführung der Ruhr vornimmt. Die Sperre wurde als Ersatz für eine etwas unterhalb liegende Talsperre gleichen Namens gebaut.

## Geschichte

Die alte Hennestaumauer um 1900

In den Jahren 1901 bis 1905 errichtete die Talsperrengenossenschaft der Oberen Ruhr an der Henne die erste Talsperre. Mit einer 38 Meter hohen Gewichtsstaumauer aus Bruchstein konnte ein Stauraumvolumen von elf Millionen Kubikmeter Wasser geschaffen werden.
Finanzielle Unterstützung hatte die Genossenschaft durch den 1899 gegründeten Ruhrtalsperrenverein (RTV) erhalten, der das Projekt mit jährlich 110.000 Mark förderte, um dadurch dem Wassermangel an der unteren Ruhr und im Ruhrgebiet abzuhelfen. Als Gegenleistung konnte der RTV bei Bedarf eine Abgabe von Wasser aus der Talsperre anfordern, um die Wasserführung der Ruhr zu erhöhen.
Nach der 1927 erfolgten Übernahme der Talsperre durch den RTV gehört sie heute zum Ruhrverband, der seit 1913 im gleichen Verbandsgebiet die Abwasserreinigung für 2,2 Millionen Menschen betreibt. Mit der Vereinigung der zwei Verbände betreibt der Ruhrverband heute mit der Hennetalsperre insgesamt acht eigene Talsperren im Einzugsgebiet der Ruhr (siehe Navigationsleiste am Artikelende).
Durch das kohlensäurehaltige Wasser entstanden jedoch in dem kalksteinhaltigen, verwitterten Felsuntergrund Röhren und Ponore, sodass die Mauer im Lauf der Jahre unterläufig, also undicht, wurde. Die bis zu 20 Meter großen und bis über 100 Meter tiefen Löcher im Talsperrenbecken konnten nicht mit Lehm abgedichtet werden und zum Schluss ging mehr Wasser verloren, als der Talsperre im Mittel zufloss. Ein zweckgerichteter Betrieb war damit nicht mehr möglich, und das unter der Sperre hindurch fließende Wasser gefährdete die Standsicherheit der Mauer. Am 20. Dezember 1948 wurden daher die Grundablässe geöffnet, um die Talsperre leerlaufen zu lassen.
Auf dem Grunde der Hennetalsperre liegen die Überreste mehrerer Dörfer. In sehr heißen Sommern, wie z. B. 1976 und 2018, bei extrem niedrigem Wasserspiegel kann man die alte Brücke des Dorfes Hellern und Teile der alten B 55 sehen. Diese wurden nach dem Bau des neuen Dammes überflutet. Neben Hellern sind auch die Orte Mielinghausen, Enkhausen und Immenhausen vom Ausbau der Hennetalsperre betroffen gewesen. Die Betroffenen wurden jedoch entschädigt, z. B. mit Ausgleichsflächen an den Hängen der Henne.

## Kennwerte der alten Staumauer
- über Gründungssohle: 37,9 m
- Kronenbreite: 5,0 m
- Basisbreite: 28,0 m
- Kronenhöhe: 303,43 m ü. NN
- Stauziel: 302,43 m ü. NN
- Stauraum: 11 Mio. m³[1]

## Die neue Sperre

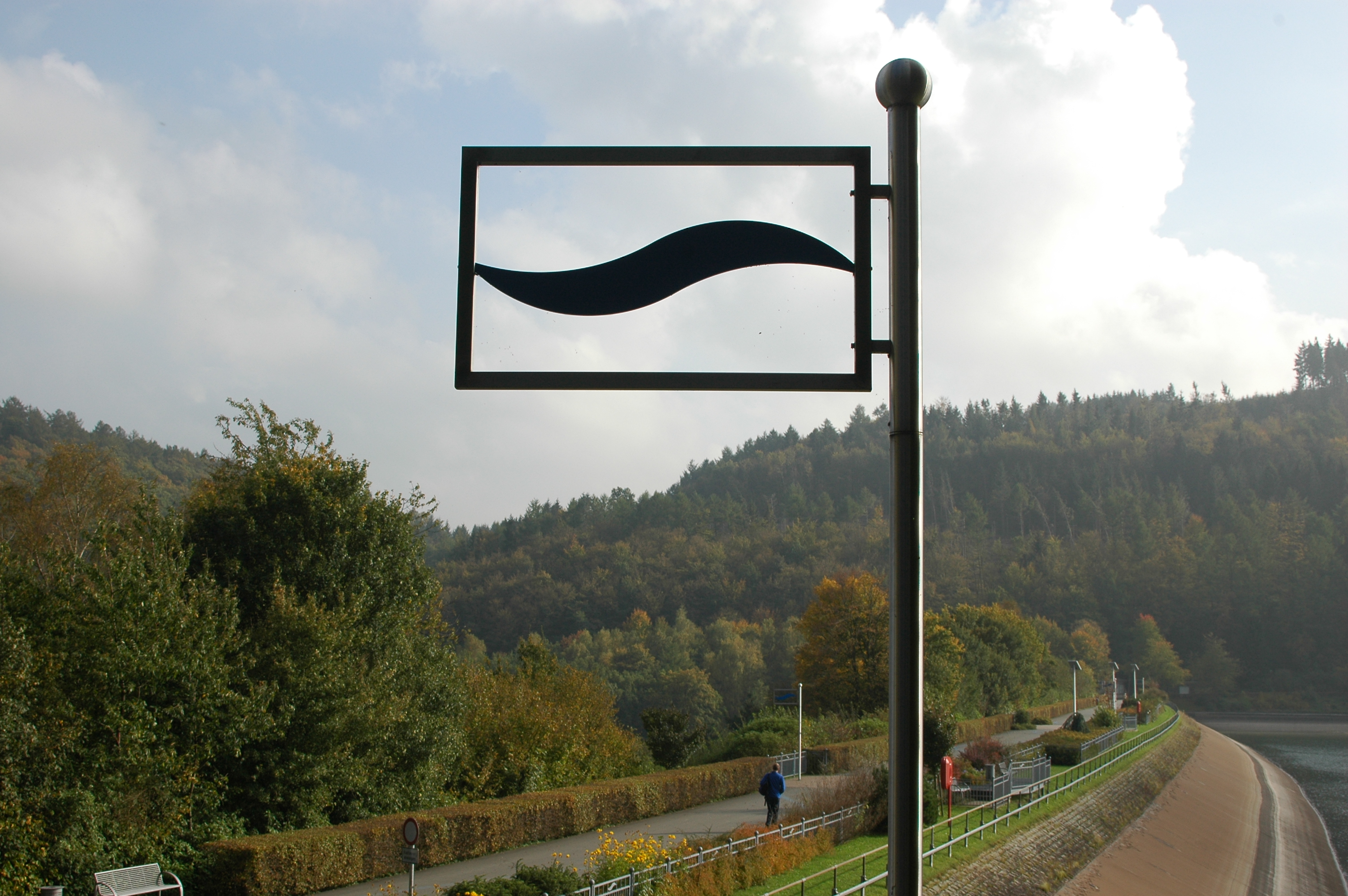
Hennesee Logo

Aus wasserwirtschaftlichen Gründen konnte der RTV auf eine Talsperre im Hennetal nicht verzichten und suchte deshalb nach einer geeigneteren Sperrstelle. Als Ergebnis von umfangreichen baugeologischen Untersuchungen konnte eine neue, etwa 200 Meter oberhalb der alten Staumauer gelegene, Sperrstelle gefunden werden, an der eine Abdichtung des löchrigen Untergrundes in wirtschaftlich tragbarem Rahmen möglich war. Nach fünfjähriger Bauzeit wurde die neue Hennetalsperre 1955 in Betrieb genommen. Als Absperrbauwerk errichtete man jetzt einen 60 Meter hohen Steinschüttdamm mit einer zweilagigen Oberflächendichtung aus Asphaltbeton. Diese Dichtung wird ergänzt durch eine bituminöse Bremszone im Kernbereich des Damms, wodurch eine Erosion des Dammes auch bei undichter Oberflächendichtung verhindert werden soll.
Als Neuerung erhielt der Damm auf der Wasserseite am Übergang von der Oberflächendichtung zum Talgrund einen Kontrollgang. In diesen münden die 10 Meter breiten Drainageschichten, die zwischen den beiden Lagen des Asphaltbetons eingebracht sind, um eventuelle Schäden der oberen Dichtungslage schnell zu erkennen und grob zu lokalisieren. Eine weitere Besonderheit ist das Kronensicherungsbauwerk; ein Betonklotz mit einem Gewicht von 5.000 t unterhalb der Bauwerkskrone. Circa 30 Meter unter dem Kontrollstollen verläuft ein zweiter Kontrollstollen, von dem aus der darunter liegende Felsbereich durch Zementinjektionen abgedichtet wurde. Der Bereich zwischen den beiden Stollen erhielt eine senkrechte Verbindung durch eine Betonschürze, um den besonders durchlässigen Bereich abzudichten. Bei einer Kronenlänge von 376 Meter verlaufen im Untergrund des Staudamms Stollen und Schächte von fast zweieinhalb Kilometer Länge.
Gegenüber der alten Mauer wurde beim Damm ein 21 Meter höheres Stauziel vorgesehen, wodurch die neue Talsperre einen deutlich größeren Stauraum von 38,4 Millionen Kubikmetern erhalten konnte. Damit ist das Speichervolumen größer als im Jahresmittel der Talsperre aus dem Einzugsgebiet zufließt. Solche Talsperren werden als Überjahresspeicher bezeichnet, da sie mehr als ein Jahr zur vollständigen Füllung benötigen.
Zur Verbesserung der jährlichen Leistungsfähigkeit baute der RTV zwischen 1955 und 1957 ein Beileitungssystem, über das zusätzliches Wasser aus den östlichen Nachbartälern von Brabecke und Kleiner Henne in die neue Talsperre eingeleitet wird. Die Steuerung der Entnahme geschieht selbsttätig und belässt ausreichend Wasser in den unterhalb liegenden Bachabschnitten. Dieses Wasser wird über den zweiten Zulauf der Sperre, dem Horbach, zugeführt.
Der Stausee liegt nahezu vollständig in den Mescheder Stadtteilen Berghausen und Mielinghausen, nur ein kleiner Bereich um den Hauptdamm liegt auf dem Gebiet des Stadtteils Meschede.

## Betriebseinrichtungen

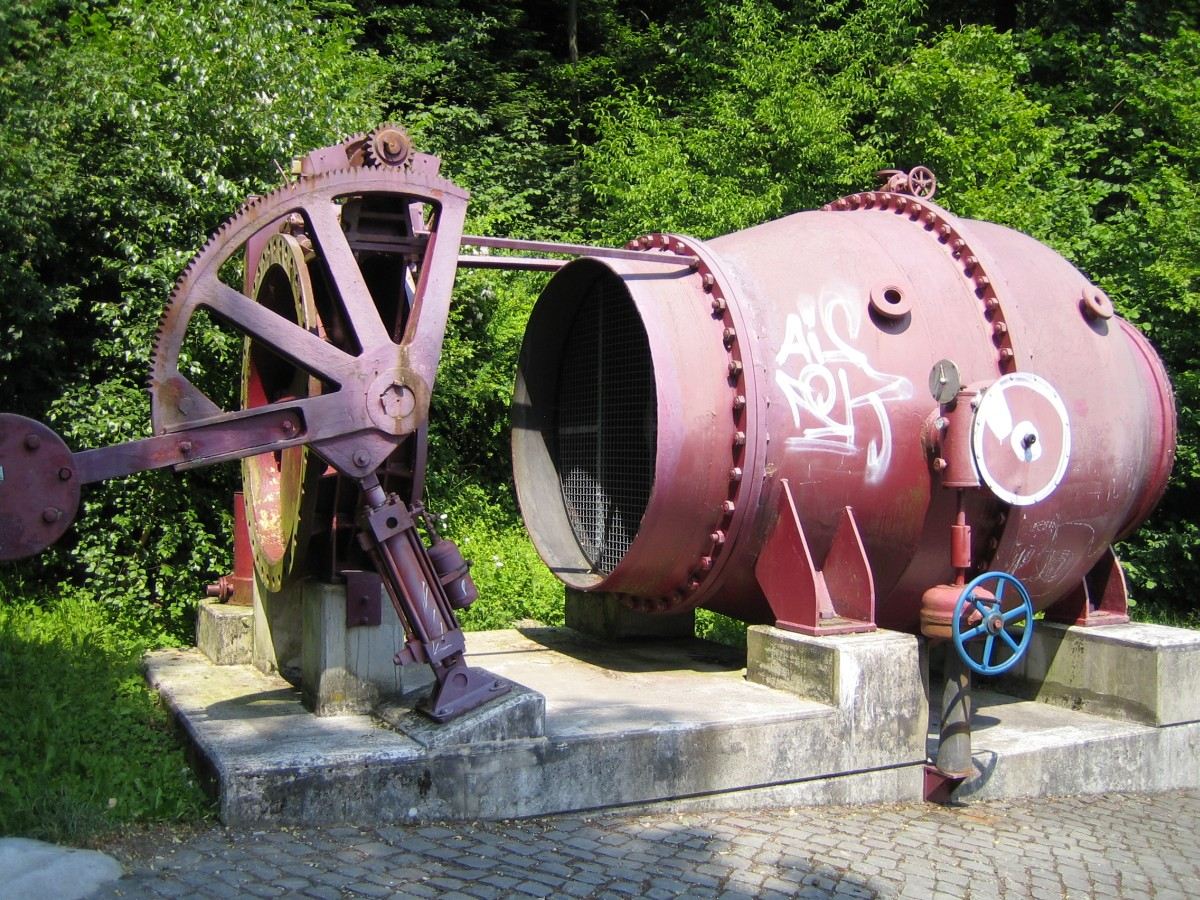
Altes Ringkolbenventil (rechts) und alte Absperrklappe der Hennetalsperre

Am Einlauf der Henne in die Talsperre errichtete der RTV bei Mielinghausen ein Vorbecken, um die im Zufluss mitgeführten Verunreinigungen zurückzuhalten. Durch den Dauerstau im Vorbecken ergibt sich auch eine Verbesserung des optischen Eindrucks im Bereich der Stauwurzel, die ansonsten durch die schwankenden Wasserstände stark vom Trockenfallen geprägt ist. Daneben ist ein Vorbecken einfacher zu entleeren und von den abgelagerten Stoffen zu befreien.
Am rechten Ufer befindet sich vor der Dammkrone das Hochwasserentlastungsbauwerk. Es führt nicht speicherbares Wasser schadlos ab und verhindert damit, dass die Dammkrone überströmt wird. Das Bauwerk besitzt parallel zum Ufer ein festes Wehr aus Stahlbeton mit einer Kronenlänge von 33 Meter. An der Stirnseite des Überfallbauwerks ist eine absenkbare Fischbauchklappe angeordnet, um die Wassermenge etwas regeln zu können. Das Bauwerk mündet zur Luftseite des Damms in eine Schussrinne, an deren unterem Ende im Tal ein Energieumwandlungsbauwerk den tosenden Wasserschwall dämpft. Die Rinne ist ausgelegt für einen Durchfluss von maximal 42 Kubikmeter pro Sekunde.
Zwei Grundablässe stehen für die Wasserentnahme und eventuelle Entleerung zur Verfügung. Am linken Ablass ist das Kraftwerk angeschlossen, über dessen Stelleinrichtungen die Menge reguliert wird. In der zweiten Leitung übernimmt ein Ringkolbenventil die gezielte Einstellung einer Durchflussmenge. Beide Grundablässe besitzen eine maximale Leistungsfähigkeit von jeweils 25 Kubikmeter pro Sekunde.
Bei der Renovierung der Betriebseinrichtungen im Jahr 2001 wurden die Verschlussorgane in den Grundablässen erneuert. Ein Ringkolbenventil und eine Absperrklappe, die seit 1955 in Betrieb standen, wurden als technisches Denkmal in der Nähe der Dammkrone am linken Ufer aufgestellt. Eine Informationstafel beschreibt anschaulich die Funktionsweise.
Nach 65 Jahren Betriebszeit erfolgte im Sommer 2020 die grundlegende Instandsetzung der Asphaltdichtung auf der Wasserseite. Nach dem Abschälen der oberen Mastixschicht konnten die schadhaften Stellen ausgebessert und anschließend eine neue Deckschicht aufgebracht werden. Bei der Gelegenheit wurde der obere Abschluss aus Natursteinpflaster durch Asphalt ersetzt, um die Instandhaltung zu vereinfachen. An der Dammkrone bilden nun Betonfertigteile einen Abschluss der wasserseitigen Dichtung.

## Wassernutzung
Hauptzweck des Wasserspeichers ist die Bereitstellung von Zuschusswasser für den Wasserverbrauch an der mittleren und unteren Ruhr. Durch die Entnahme von Ruhrwasser und Aufbereitung zu Trinkwasser, das nach Verbrauch in andere Einzugsgebiete abgeleitet wird, wird ein Defizit in der Ruhrwasserführung erzeugt, das ausglichen werden muss. Die zentrale Steuerung der Wasserabgabe erfolgt durch die Talsperrenleitzentrale des Ruhrverbands in Essen.
Als weitere Aufgabe kommt der Sperre der Hochwasserschutz zu. In Zeiten hoher Niederschläge oder bei Tauwetter mit Schneeschmelze können die Hochwasserspitzen gemildert werden. Daher muss im Winter ein Hochwasserschutzraum frei gehalten werden.
Die Wasserspiegeldifferenz am Sperrdamm und die laufende Abgabe von Wasser wird durch ein Wasserkraftwerk genutzt. Bei einem Nutzgefälle von 56 Metern können zwei Francis-Turbinen im Jahresmittel 5,3 GWh Strom produzieren. Die größere Turbine hat ein Schluckvermögen von 3,6 Kubikmetern in der Sekunde und eine Leistung von 1400 kW. Die kleinere kann 1,6 Kubikmeter in der Sekunde nutzen und entwickelt eine Leistung von 600 kW. Das Kraftwerk wird von der Lister- und Lennekraftwerke GmbH in Olpe, einer 100-prozentigen Tochtergesellschaft des Ruhrverbands, betrieben.
Die Hochsauerlandwasser GmbH errichtete direkt unterhalb der Talsperre ein neues Wasserwerk und entnimmt Wasser aus den Grundablassleitungen. Seit Juni 2016 wird darüber Talsperrenwasser zu Trinkwasser aufbereitet und in das Versorgungsnetz eingespeist. Als Besonderheit können das Wasserwerk und die zugehörigen Pumpstationen über eine direkte Einspeisung aus dem nahen Kraftwerk versorgt werden. Die völlig unabhängige Stromversorgung ist sauber vom eigentlichen Stromnetz getrennt und sichert auch bei einem vollständigen Blackout die Wasserversorgung der angeschlossenen Haushalte mit Trinkwasser.

## Regionale 2013

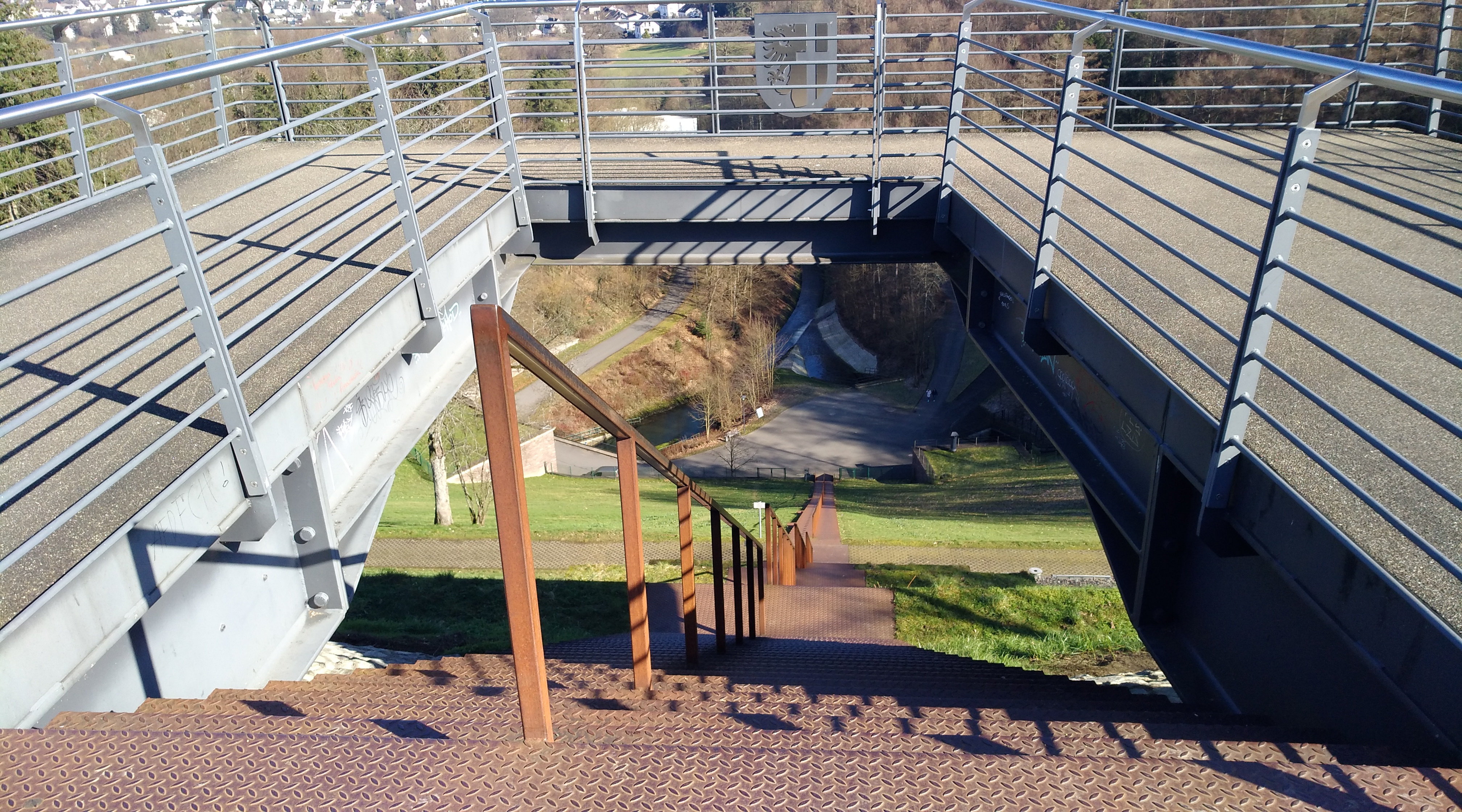
Die Himmelstreppe am Hennedamm mit der Aussichtsplattform

Im Rahmen der Regionale 2013, eines Strukturförderprogramms für die neugegründete Region Südwestfalen, erfolgten mit dem Projekt „Sauerland-Seen: Hennesee“ im Umfeld der Hennetalsperre verschiedene Maßnahmen zur Steigerung der Lebensqualität und zur Bewältigung der Folgen des Klimawandels. Dabei wurden die Renaturierung der Henne unterhalb des Hennedamms und eine Anbindung des Damms an die Innenstadt von Meschede durch den so genannten Henne-Boulevard vorgenommen. In der dreijährigen Laufzeit des Förderprogramms entstand im Mai 2015 auch die sogenannte Himmelstreppe, die vom Fuße des Staudamms geradewegs in 333 Stahlstufen hinauf zur Dammkrone führt. Sie mündet nach 60 Metern Höhendifferenz in eine rund acht Meter zur Luftseite hin auskragende Aussichtsplattform.
Der Henne-Boulevard findet eine Fortsetzung zwischen Damm und Schiffsanlegestelle. Der Weg zwischen dem vorhandenen Baumbestand ist barrierefrei gestaltet und schließt zwei Aussichtspunkte auf den See ein, wo Erläuterungen zur Talsperre angebracht sind.

## Route der Industriekultur
Die Hennetalsperre ist Bestandteil der Route der Industriekultur. Dabei handelt es sich eigentlich um ein Netz von verschiedenen Themenrouten zu einzelnen Bereichen der industriellen Entwicklung der vergangenen Jahrhunderte. Themenroute 12 befasst sich mit der Route der Industriekultur – Geschichte und Gegenwart der Ruhr, in der die Hennetalsperre gelistet ist.

## Freizeitgestaltung
Baden und Tauchen

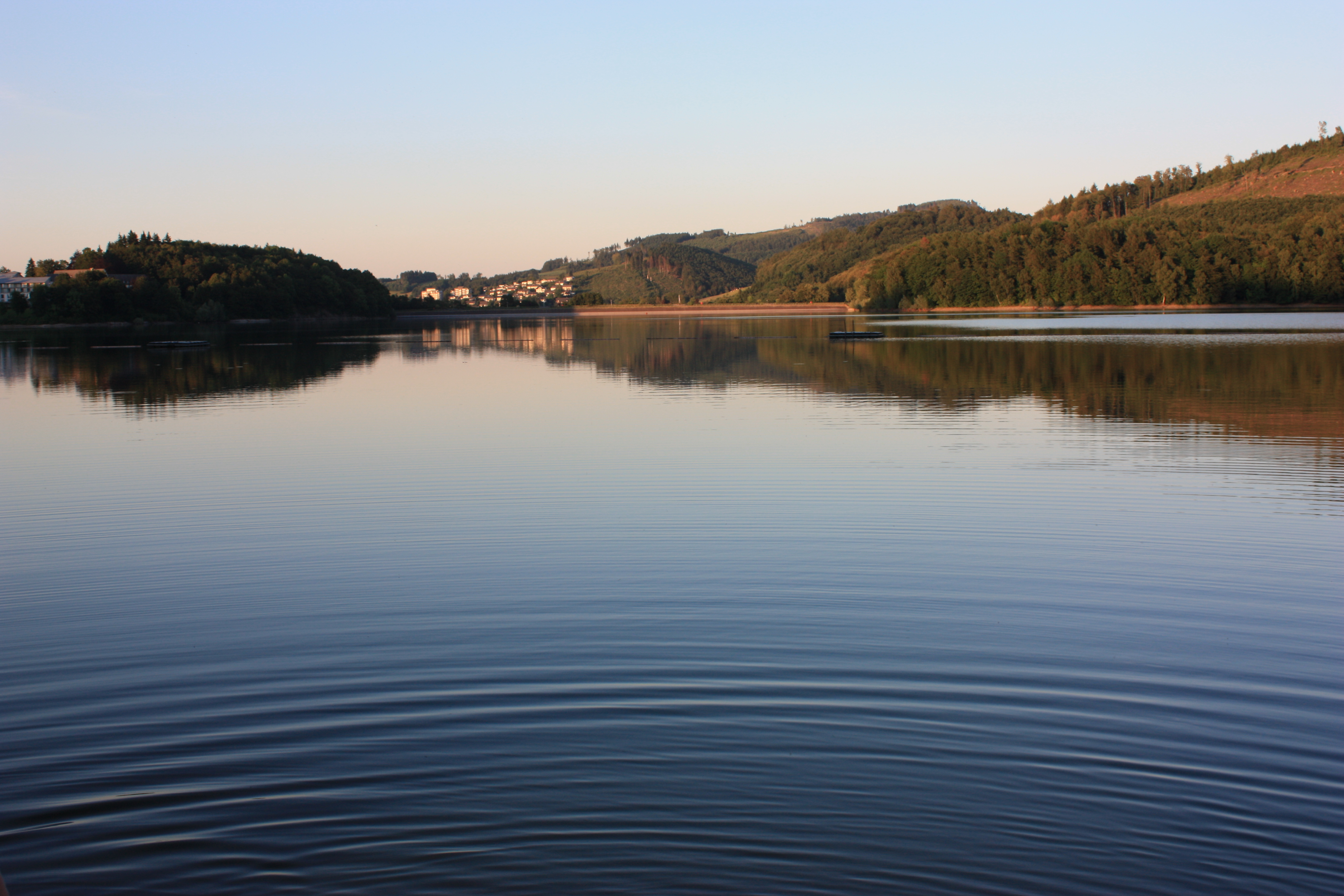
Die Hennetalsperre von der Badebucht aus gesehen, im Hintergrund Teile der Stadt Meschede

An der Talsperre gibt es zwei große und gebührenfreie Badebereiche. Vor allem von Einheimischen und Tagesgästen wird die Badebucht bzw. Berghauser Bucht im Nordwesten des Sees gegenüber der Staumauer genutzt. Auch die DLRG hat hier ihre Wachstation. Nach Anmeldung bei der DLRG kann zwischen den Anlegestellen und dem Badebereich auch bis zu einer Tiefe von mehr als 30 Metern getaucht werden. Auf der ausladenden Liegewiese der Badebucht befinden sich feststehende Umkleidekabinen und Duschen. Neben Beachvolleyball kann gegen Gebühr auch Stand-up-Paddling ausgeübt werden. Eine zweite Badestelle ist der Strand in der Nähe der Ferienhaussiedlung in Mielinghausen auf der östlichen Seite des Sees in Höhe des Vordamms. Außerhalb der gekennzeichneten Badebereiche ist der Zugang zum Wasser aus Sicherheitsgründen nicht erlaubt.
Rudern und Segeln
In der Berghauser Bucht sind der vor allem Anfang der 1990er Jahre sehr erfolgreiche Ruderclub Meschede, sowie der seit 1967 bestehende Segel-Club Hennesee e. V. Meschede beheimatet. Zwei weitere Segelvereine gibt es im Süden des Sees mit dem Segelclub Enkhausen und dem Yachtclub Südstrand. Zusätzlich gibt es weitere Wassersportangebote, wie z. B. Stehpaddeln.
Schiffsrundfahrten und Bus
Auf dem See verkehrt von Ostern bis Ende Oktober das Motorschiff „MS Hennesee“ zwischen dem Welcome Hotel im Norden und der Ferienhaussiedlung Mielinghausen im Süden. Die stündlich befahrene Route besitzt eine Bedarfsanlegestelle am östlichen Randweg. Das Schiff ist 32,5 Meter lang und 6,10 m breit. Bei einem Meter Tiefgang bietet es Platz für 400 Personen. Zwischen Meschede und Eslohe verkehrt die Buslinie S70, die für Hin- und Rückfahrt benutzt werden kann. Im Bereich des Hennesees besitzt die Linie mehrere Haltestellen. Auch eine Kombination von Wanderung/Schiff/Bus ist möglich.
Angeln
Wesentlich stiller und unauffälliger sitzen die Angler in ihren Booten oder an Land in den vielen Buchten des Hennesees. Die Gründung des Angelsportvereins Sauerlandia, des ältesten ansässigen Vereins, geht auf das Jahr 1938 zurück. Nichtmitglieder, z. B. Touristen, haben die Möglichkeit zum Erwerb eines Tagestickets.
Wandern
Wanderer haben die Möglichkeit, den Hennesee komplett zu umrunden. Während das östliche Ufer einen asphaltierten, autofreien Wander- und Radfahrweg bietet, steht am westlichen Ufer teilweise nur der Straßenrand oder Radfahrweg direkt neben der teils stark befahrenen B55 zur Verfügung. Erst kurz vor Erreichen der Berghauser Bucht steht dann wieder ein asphaltierter Wander- und Fahrradweg zur Verfügung. Auf der Ostseite lässt sich die Wanderung mit einem Besuch des Sinne Pfades unterbrechen. Zudem besteht die Möglichkeit, die Wanderstrecke ungefähr nach Absolvierung des ersten Drittels in Richtung eines in den Feldern bei Remblinghausen liegenden Gasthofs zu verlassen. Eine gute Wandervariante ist auch der Anmarsch aus Meschede durch den Hennepark und die Henneauen. Der Aufstieg auf den Damm kann dann wahlweise über die Himmelstreppe oder über einen serpentinenartig angelegten Wander- und Radweg erfolgen. Menschen, die den Hennesee nur für einen Spaziergang nutzen möchten, können an einem der Parkplätze an der B55 im Bereich der Berghauser Bucht starten und entlang des Sees auf dem sicherlich abwechslungsreichsten Teilstück des Wanderweges bis hin zum Staudamm mit seiner Aussichtsplattform laufen.
Gastronomie und Parken
Im Bereich des Sees befinden sich einige an der B55 liegende Hotels und Restaurants, davon drei mit direktem Seezugang. Ein weiteres Restaurant befindet sich am Vorbecken in Mielinghausen im Bereich der Ferienhaussiedlung. Zudem werden sommertags am Kiosk und in dem Restaurant am Hennesee, an den Tennisplätzen, direkt in der Nähe des Staudamms Getränke und Süßwaren zum Kauf angeboten. Bei den Gastronomiebetrieben stehen Parkplätze in begrenztem Umfang zur Verfügung. Ansonsten sind entlang der B55 mehrere Parkbuchten angelegt. Ein Großraumparkplatz ist in der Nähe der Berghauser Bucht angelegt. Am südlichen Ende kann im Bereich der Mielinghauser Ferienhaussiedlung und am Campingplatz geparkt werden.

## Bilder

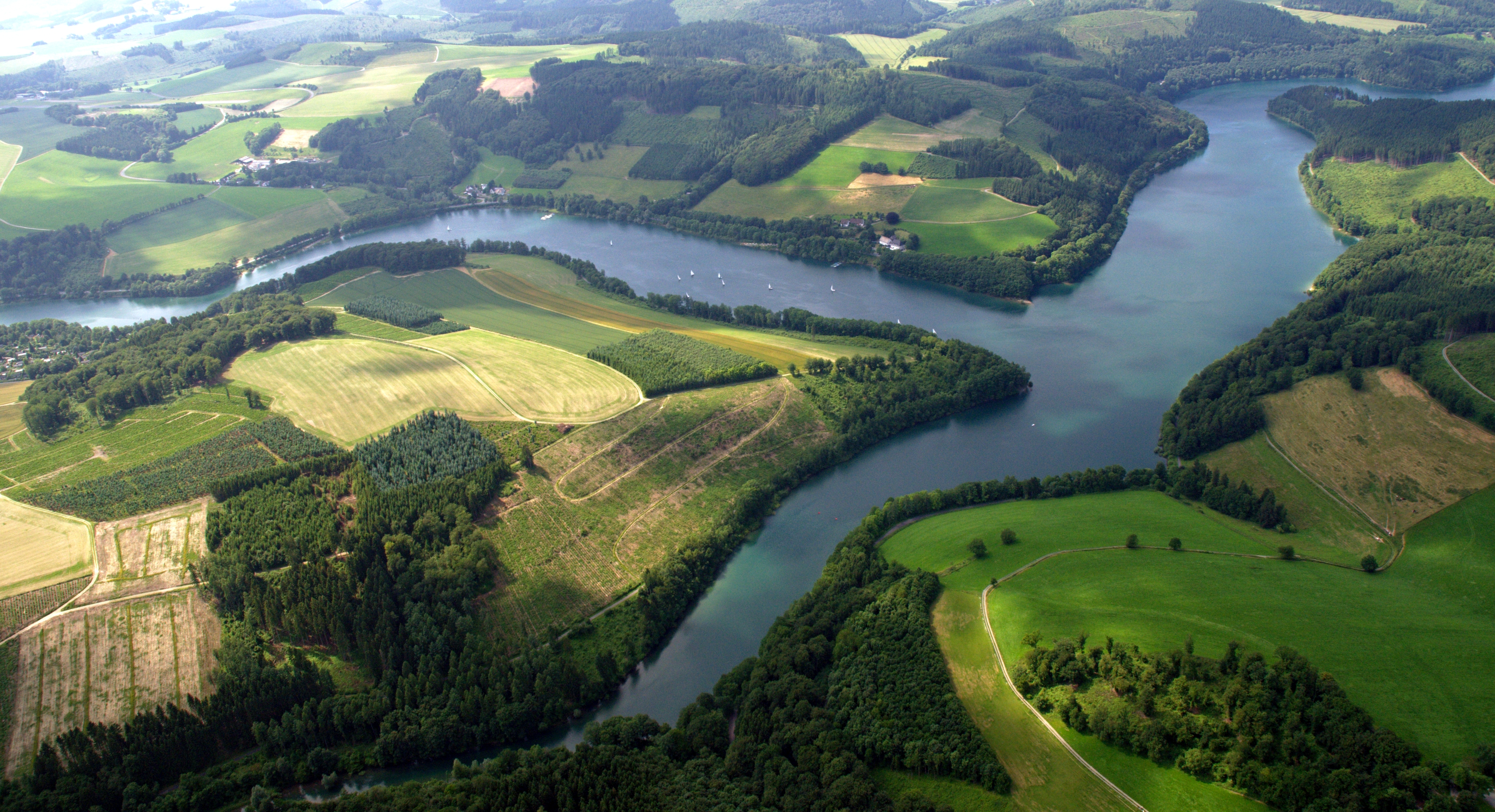
Südlicher Teil der Hennetalsperre
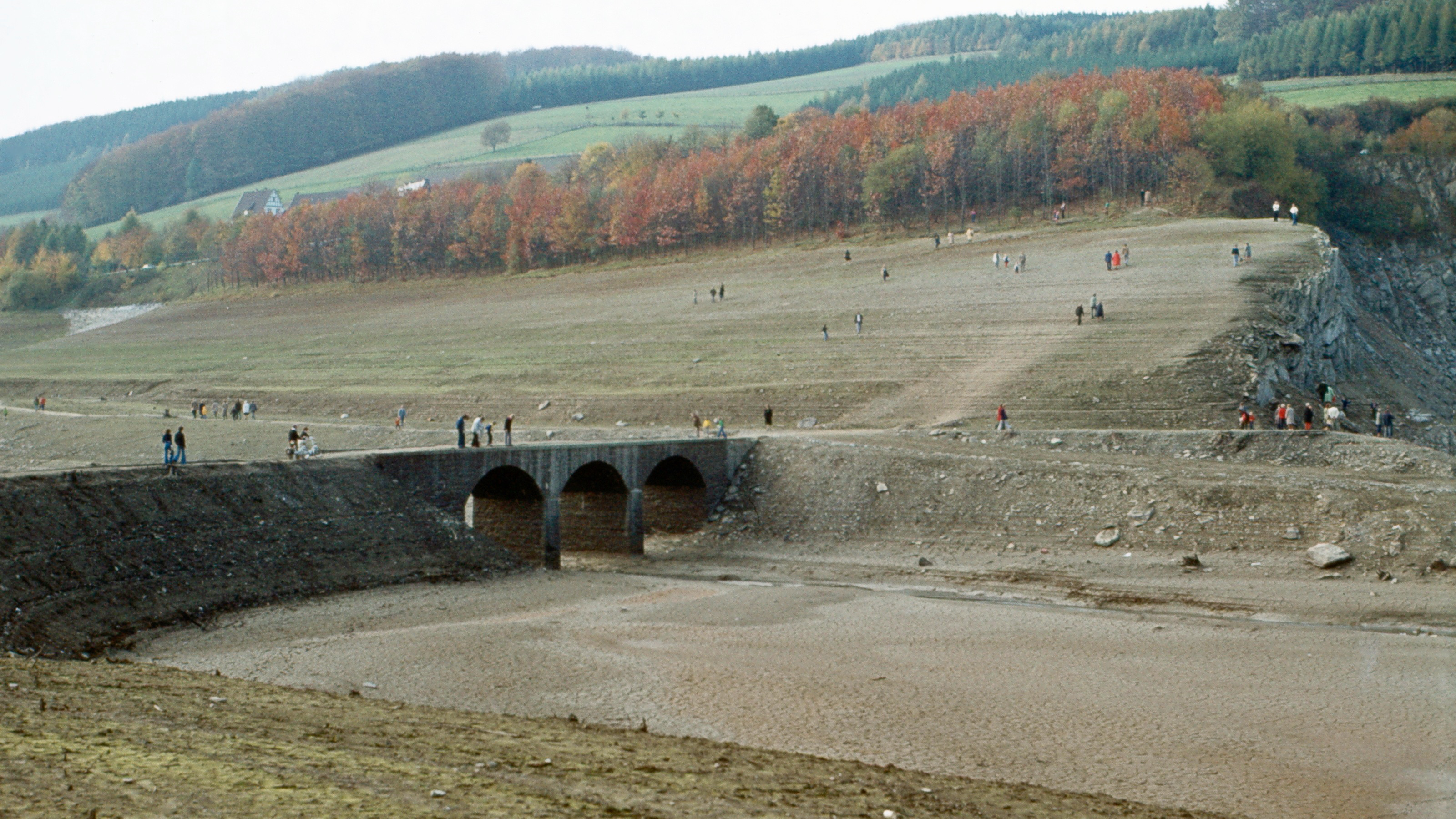
Ausgetrocknete Hennetalsperre im September 1976
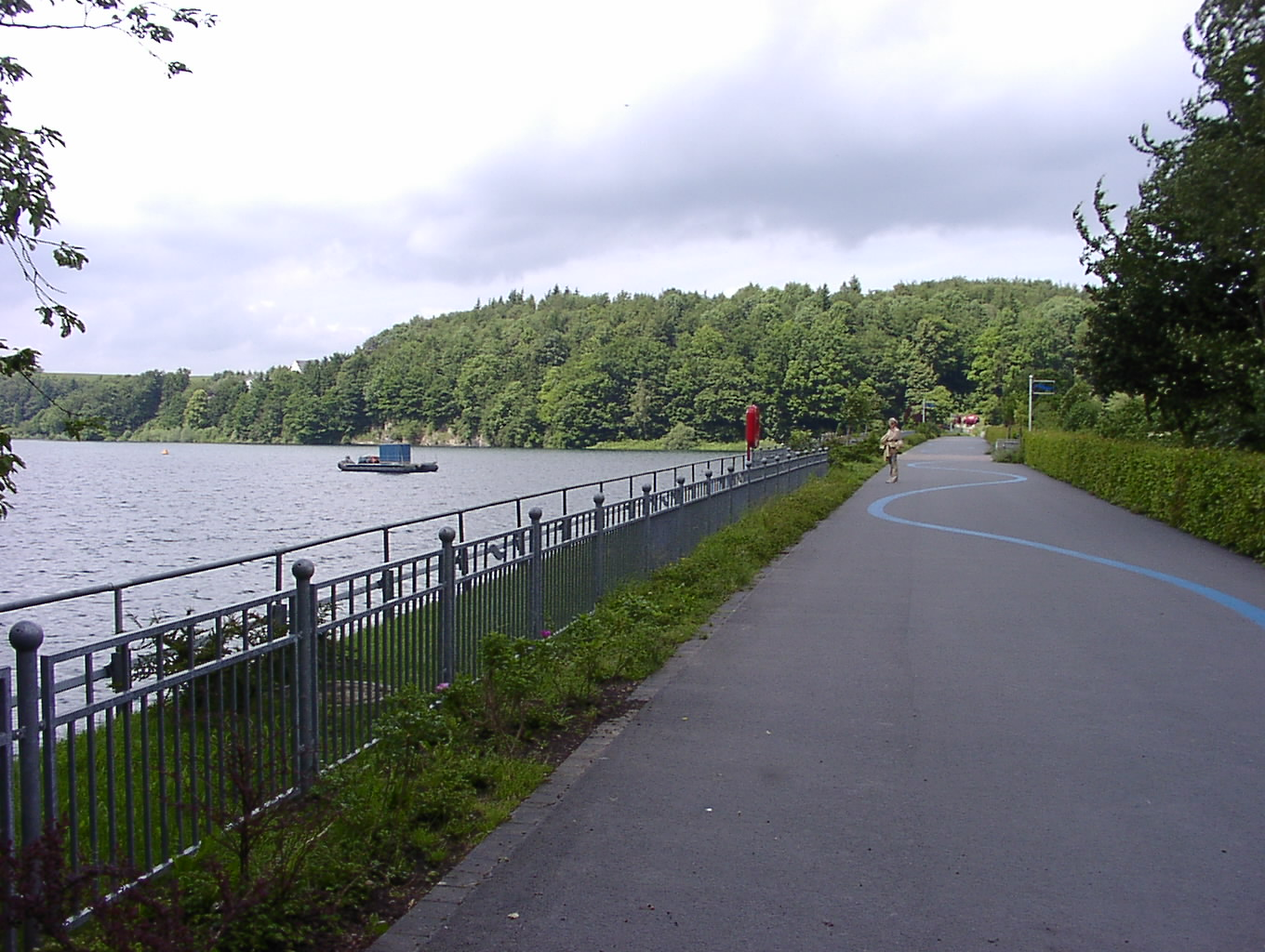
Auf dem heutigen Staudamm
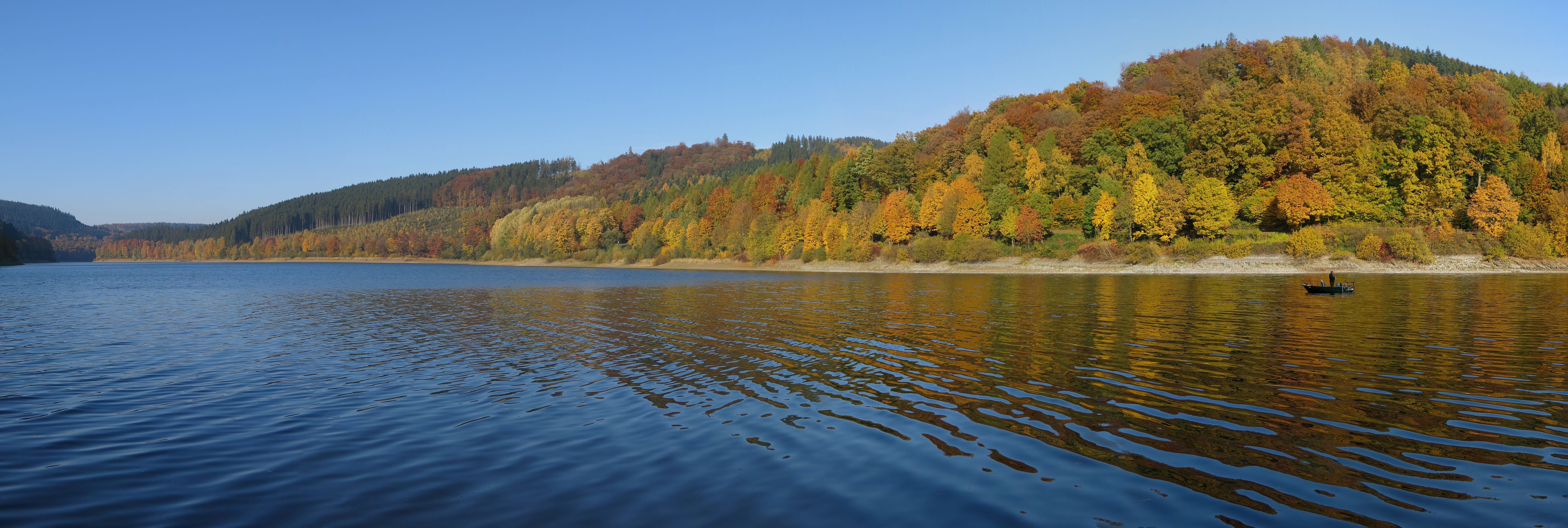
Herbst am Hennesee
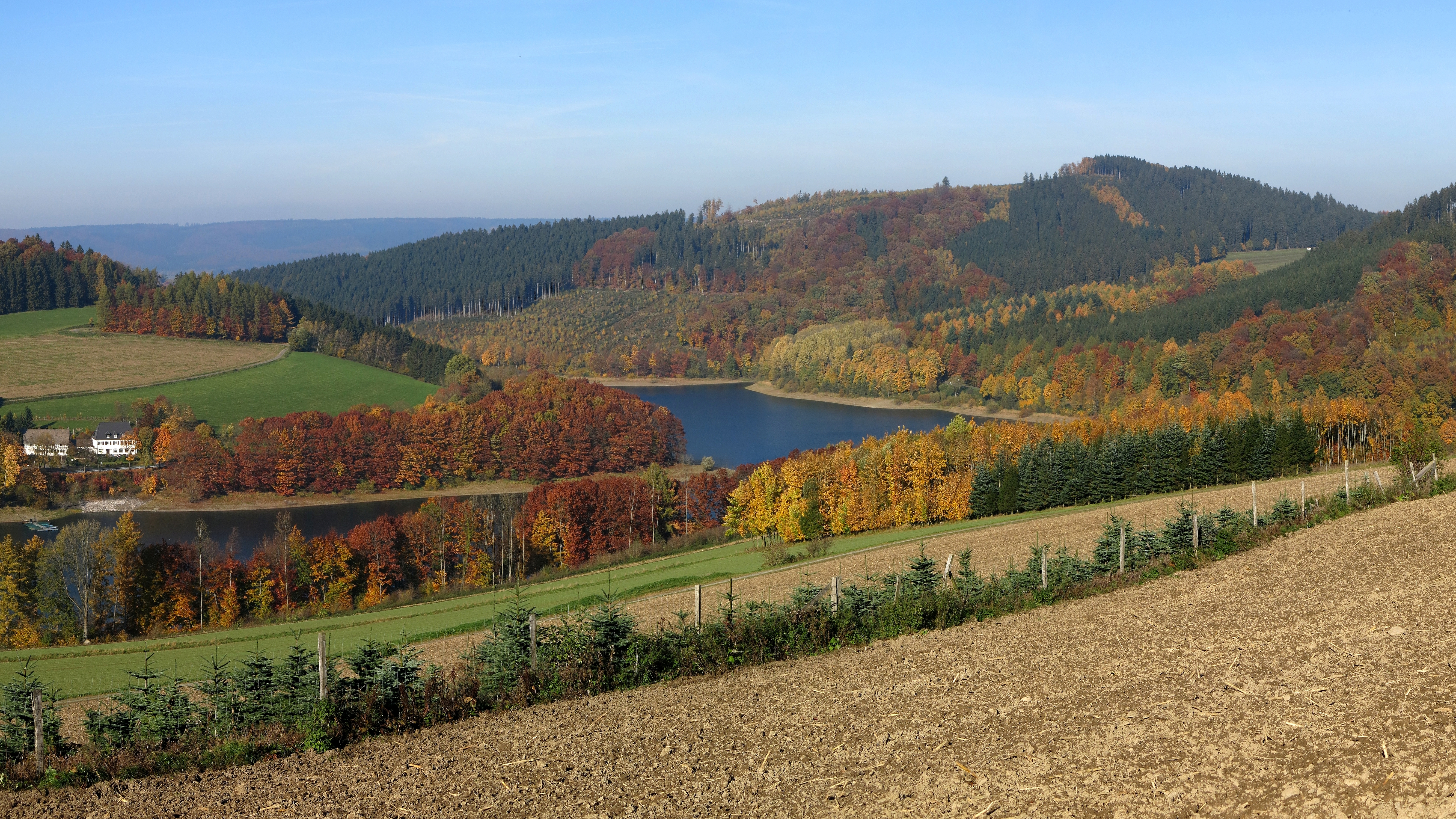
Blick vom Höhenrücken Auf der Breite auf die Hennetalsperre